# Гудима Петро Ярославович

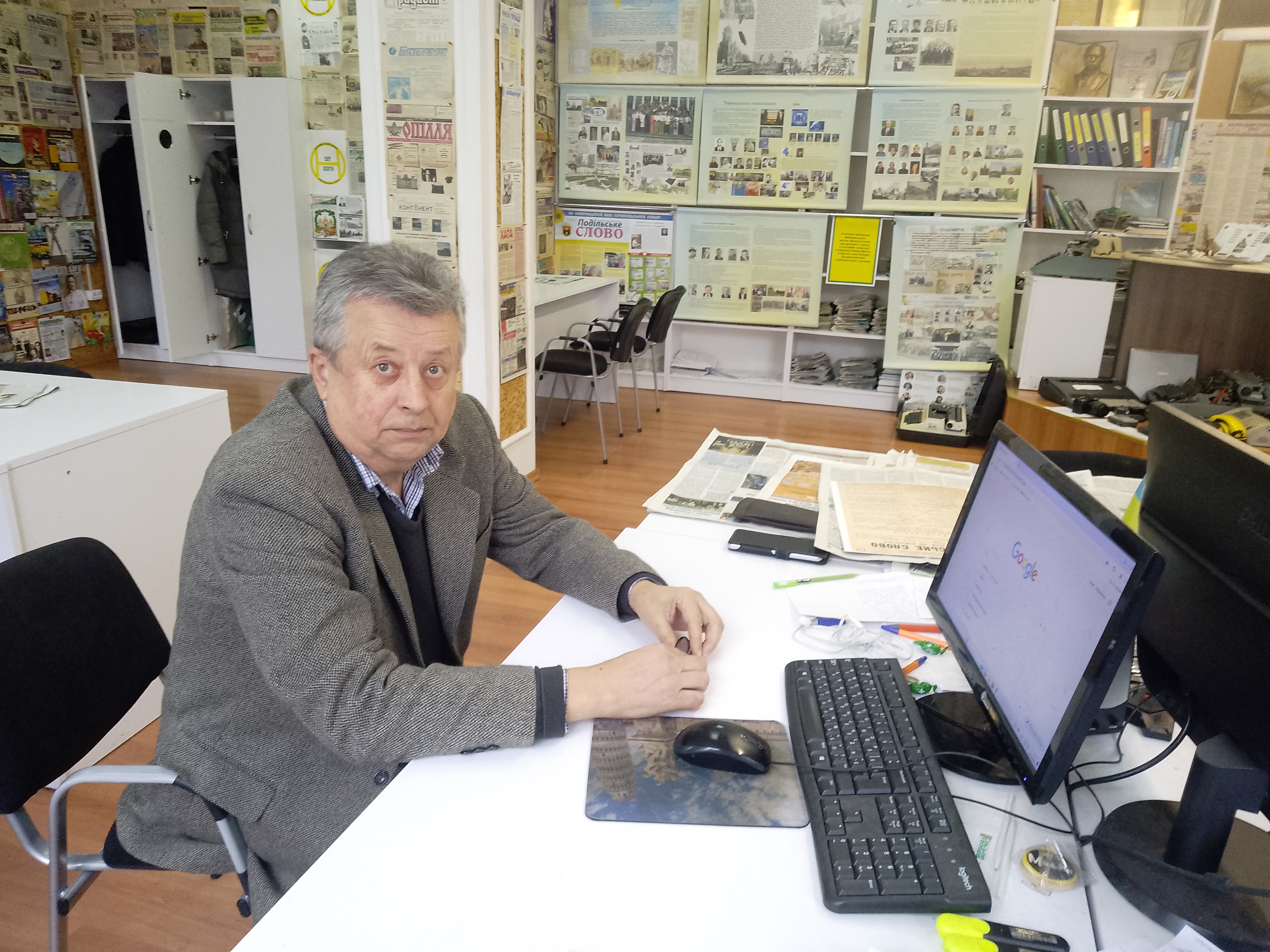
В редакції газети "Сільський господар"

Пе́тро Я́рославович Гу́дима (нар. 27 листопада 1957, с. Паньківці, нині Золочівського району, Львівської області) — український журналіст, громадський діяч, краєзнавець, управлінець. Член Національної спілки журналістів України. Заслужений журналіст України.

## Біографія
Народився 27 листопада 1957 року в с. Паньківці, нині Золочівського району, Львівської області.
Закінчив Підкамінську середню школу, факультет журналістики Львівського державного університету імені Івана Франка. По закінченню вишу працював кореспондентом Бродівської районної газети «Прапор комунізму».
Від 1980 року мешкає та працює в Тернополі. Був на громадській та журналістській роботах. Від 1982 року — Член Національної спілки журналістів України. У 1990—2002 роках — головний редактор Тернопільської обласної редакції книги Пам'яті України та книги «Реабілітовані історією».
Від 2003 року — заступник начальника управління у справах преси та інформації Тернопільської ОДА. Пізніше — головний редактор творчо-виробничого об’єднання радіопрограм філії акціонерного товариства «Національна суспільна телерадіокомпанія України «Тернопільська регіональна дирекція».
Від 2017 року —  заступник головного редактора газети «Сільський господар плюс».
З нагоди Дня Незалежності Указом Президента України № 251 від 24 серпня 2017 року П. Гудимі було присвоєне почесне звання «Заслуженого журналіста України».
Одружений. Має доньку — українська художниця Олеся Гудима (нар. 1980).

## Творчий доробок
Автор багатьох публікацій у періодичних виданнях, а також книг краєзнавчої та історичної тематики, серед яких:
- 1996—1998 — «Книга Пам'яті України: Тернопільська область» (у 3-ох томах).
- 2001 — «Нескорена Зборівщина» (у 2-ох томах).
- 2003 — «За честь і славу, за народ: Книга пам'яті Тернопільського району».
- 2004 — «Підкамінь: Портрет на фоні століть».